# Zoom 8
Lo Zoom8 è una barca a vela da regata, la cui classe è riconosciuta dalla International Sailing Federation.

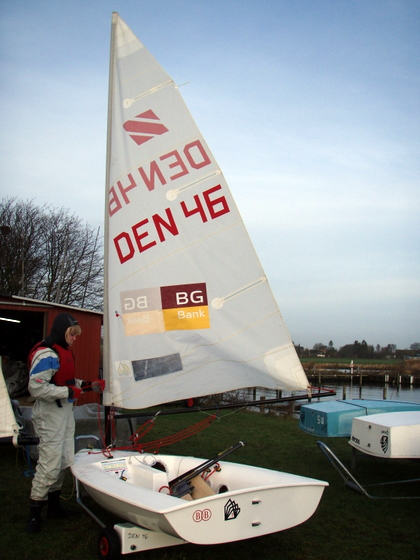
Uno zoom 8 fuori dall'acqua